# 大垣市立西部中学校
大垣市立西部中学校（おおがきしりつ せいぶちゅうがっこう）は、岐阜県大垣市荒川町にある公立中学校。
昭和40年代、大垣市西部の人口増加に対応して開校した中学校である。

## 特色
西部中学校の特色ある活動として、「救環挑」「合唱の集い」がある。
- 救環挑

地球環境を救う為に自ら挑戦する活動。生徒会や総合的な学習などで4Rを実践。
- 合唱の集い

毎年11月、全校生徒、職員、地域住民の方が一緒になり、交響曲第9番を原語で歌う。伴奏はプロの楽団が行う。ただし、2018年以降、予算の関係で中止となっている。

## 沿革
- 1969年（昭和44年） - 大垣市立北中学校校区の一部（宇留生小学校）、大垣市立西中学校校区の一部（静里小学校、綾里小学校、荒崎小学校）を校区として開校。

## 通学区域[2]
- 福田町
- 木呂町
- 熊野町
- 熊野町1丁目、2丁目、3丁目、4丁目、5丁目
- 荒尾町
- 牧野町1丁目、2丁目、3丁目、4丁目
- 長松町
- 古知丸1丁目、2丁目、3丁目、4丁目
- 荒尾玉池1丁目、2丁目
- 昼飯町（683の2、683の8、683の9、686の2、687、688の1、689の1、690の4、881の2、882の4から882の7、906の2、906の5）
- 赤坂町（930の1から930の8）
- 静里町
- 桧町
- 中曽根町
- 荒川町
- 久徳町
- 綾野町
- 綾野1丁目、2丁目、3丁目、4丁目、5丁目、6丁目
- 野口1丁目、2丁目、3丁目
- 長松町
- 新長松1丁目、2丁目、3丁目
- 十六町
- 島町

## 進学前小学校
- 宇留生小学校
- 静里小学校
- 綾里小学校
- 荒崎小学校

## 交通機関
- 名阪近鉄バス稲葉線、荒崎線「荒川」バス停より徒歩10分
  - 大垣駅前バスのりば（大垣駅南）4番のりばより、「稲葉団地」「十六町」行き